# Proletarski (Rostov)
|  | Per a altres significats, vegeu «Proletarski». |

Proletarski (en rus: Пролетарский) és un poble (un khútor) de l'óblast de Rostov, a Rússia, segons el cens del 2010 tenia 729 habitants, és la seu administrativa del districte homònim.